# Estación de Saskatoon
Saskatoon es una estación de ferrocarril en Saskatoon, Saskatchewan, Canadá. La única estación de ferrocarril activa de la ciudad se encuentra a ocho kilómetros del distrito central de negocios. Cuando abrió, la estación albergaba varias llegadas y salidas cada día, aunque ahora solo cuenta con el servicio The Canadian de Via Rail. La estación está equipada con mostrador de billetes y sala de espera. La estación fue declarada estación de ferrocarril patrimonial por el gobierno federal en 1996.
La estación fue construida en 1964 en estilo internacional, como parte de los patios ferroviarios de Chappell, por la Canadian National Railway como una estación sindical en sustitución de la antigua estación de Saskatoon de laCanadian Pacific Railway.